# 松方正義
松方正義（日语：／ Matsukata Masayoshi，1835年3月23日—1924年7月2日），幼名金次郎，通稱助左衛門，號海東，日本西海道薩摩國鹿兒島郡荒田村（今鹿兒島縣鹿兒島市下荒田）人，大藏大臣、內務大臣、內閣總理大臣。

## 生平
推翻江戶幕府后，於明治天皇的大日本帝国政府历任要职，1881年任大藏大臣和内务大臣，成为财政改革的主要倡议者和实行者。
当时，政府发行纸币以适应现代化资金的短缺。1880年代，纸币不断贬值，人民争存硬币。国家岁入由于土地稅是固定的，因此，按实际值来说，也逐渐减少。
他上任后，推行地稅改革、殖产兴业、整理纸币，大力削减政府开支，把新建工厂卖给私人经营，赎回以前纸币，创办有权发行可兑换钞票的日本银行，实行所谓松方财政，创设日本银行及兑换制度。不出3年，通货膨胀得到控制，政府的财政状况有所好转。其财政改革在1880年代稳定和加强了日本财政，为日本提供了现代化的资金。
他在1891年和1896年两度官拜首相，但因国会反对，任期均不长。1897年再任大藏大臣，促使日本采用金本位。1900年被列为元老，1903年为枢密院顾问官，1917年任内大臣。
松方嫺於漢詩與書法。早年臨摹空海筆法，得其行草意趣。

## 外部連結
| 大日本帝國                                | |                                       |
| 官衔                                      | |                                       |
| 宮內省                                    | |                                       |
| 前任： 無（上一相同頭銜： 大山巖）        | 內大臣府内大臣 1917年5月2日－1922年9月18日                                                                                    | 繼任： 平田東助                       |
| 樞密院                                    | |                                       |
| 顧問官 1903年7月13日－1917年5月2日        | |                                       |
| 大藏省                                    | |                                       |
| 前任： 松田正久 渡邊國武 職位創建         | 大藏大臣 1898年11月8日－1900年10月19日 1896年9月18日－1898年1月12日 1895年3月17日－1895年8月27日 1885年12月22日－1892年8月8日 | 繼任： 渡邊國武 井上馨 渡邊國武       |
| 前任： 佐野常民                           | 大藏卿 1881年10月11日－1885年12月22日                                                                                         | 繼任： 職位廢止                       |
| 前任： 無 （上一相同頭銜： 井上馨）       | 大藏大輔 1875年11月4日－1880年2月28日                                                                                         | 繼任： 無 （下一相同頭銜： 職位廢止） |
| 前任： 陸奧宗光                           | 租稅頭 1874年1月15日－1875年11月4日                                                                                           | 繼任： 無 （下一相同頭銜： 職位廢止） |
| 內閣                                      | |                                       |
| 前任： 伊藤博文 山縣有朋                  | 內閣總理大臣 1896年9月18日－1898年1月12日 1891年5月6日－1892年8月8日                                                          | 繼任： 伊藤博文                       |
| 前任： 伊藤博文                           | 法典調査會總裁 1896年9月18日－1898年1月12日                                                                                   | 繼任： 伊藤博文                       |
| 內務省                                    | |                                       |
| 前任： 山縣有朋                           | 内務大臣（臨時兼任） 1888年12月4日－1889年10月3日                                                                             | 繼任： 山縣有朋                       |
| 前任： 副島種臣                           | 内務大臣 1892年6月8日－1892年7月14日                                                                                          | 繼任： 河野敏鎌                       |
| 前任： 伊藤博文                           | 内務卿 1880年2月28日－1881年10月21日                                                                                          | 繼任： 山田顯義                       |
| 參議                                      | |                                       |
| 1881年10月21日－1885年12月22日            | |                                       |
| 議會席位                                  | |                                       |
| 貴族院                                    | |                                       |
| 議員（公爵） 1922年9月18日－1924年7月2日  | |                                       |
| 議員（侯爵） 1907年9月21日－1922年9月18日 | |                                       |
| 議員（伯爵） 1890年7月10日－1897年7月10日 | |                                       |
| 其他職務                                  | |                                       |
| 前任： 佐野常民                           | 日本赤十字社社長 1902年12月7日－1912年12月30日                                                                                | 繼任： 花房義質                       |
| 統治者頭銜                                | |                                       |
| 松方（正義）公爵家                        | |                                       |
| 前任： 陞爵                               | 1922年9月18日－1924年7月2日                                                                                                   | 繼任： 松方巖                         |
| 松方（正義）侯爵家                        | |                                       |
| 前任： 陞爵                               | 1907年9月21日－1922年9月18日                                                                                                  | 繼任： 陞爵                           |
| 松方（正義）伯爵家                        | |                                       |
| 前任： 敘爵                               | 1884年7月7日－1907年9月21日                                                                                                   | 繼任： 陞爵                           |